# Classe BK-18
La  Classe BK-18 est une classe de patrouilleurs de la marine littorale de Russie ainsi que navire d'assaut-Bâtiment-base de plongeurs pour les forces spéciales, actuellement en commande auprès du conglomérat Kalachnikov.

## Description
Cette classe est semblable à la classe BK-16, mais pas identique.

## Mission
Sa mission principale est la défense côtière a cet effet, il est prévu pour le transport et l'intervention des forces spéciales et nageurs de combat comme un bâtiment-base de plongeurs.